# Autriche aux Jeux olympiques d'été de 2016
L'Autriche participe aux Jeux olympiques d'été de 2016 à Rio de Janeiro au Brésil du 5 au 21 août 2016. Il s'agit de sa 27e participation à des Jeux olympiques d'été. Avec 70 personnes, la délégation bat d'une unité le record établi aux Jeux olympiques d'été de 2012.

## Médaillés

### Médaille de bronze
| Sport                   | Discipline     | Athlète(s)               | Performance | Date    |
| Médailles de bronze : 1 |                |                          |             |         |
| Voile                   | Nacra 17 mixte | Thomas Zajac Tanja Frank | 78 pts      | 16 août |

| Sport |   |   |   | Total |
| Voile | 0 | 0 | 1 | 1     |
| Total | 0 | 0 | 1 | 1     |

| Jour    |   |   |   | Total |
| 6 août  | 0 | 0 | 0 | 0     |
| 7 août  | 0 | 0 | 0 | 0     |
| 8 août  | 0 | 0 | 0 | 0     |
| 9 août  | 0 | 0 | 0 | 0     |
| 10 août | 0 | 0 | 0 | 0     |
| 11 août | 0 | 0 | 0 | 0     |
| 12 août | 0 | 0 | 0 | 0     |
| 13 août | 0 | 0 | 0 | 0     |
| 14 août | 0 | 0 | 0 | 0     |
| 15 août | 0 | 0 | 0 | 0     |
| 16 août | 0 | 0 | 1 | 1     |
| 17 août | 0 | 0 | 0 | 0     |
| 18 août | 0 | 0 | 0 | 0     |
| 19 août | 0 | 0 | 0 | 0     |
| 20 août | 0 | 0 | 0 | 0     |
| 21 août | 0 | 0 | 0 | 0     |

## Athlétisme

### Hommes

#### Concours
| Athlétes            | Compétitions     | Série    | Série | Finale   | Finale |
| Athlétes            | Compétitions     | Résultat | Rang  | Résultat | Rang   |
| ------------------- | ---------------- | -------- | ----- | -------- | ------ |
| Lukas Weißhaidinger | Lancer du disque | 65,86 m  | 2e    | 64,95 m  | 6e     |

### Femmes

#### Course
| Athlètes       | Compétitions     | Série          | Série | Demi-Finales | Demi-Finales | Finale          | Finale  |
| Athlètes       | Compétitions     | Temps          | Rang  | Temps        | Rang         | Temps           | Rang    |
| -------------- | ---------------- | -------------- | ----- | ------------ | ------------ | --------------- | ------- |
| Jennifer Wenth | 5 000 mètres     | 16 min 07 s 02 | 14e   | NC           | NC           | 15 min 56 s 11  | 16e     |
| Andrea Mayr    | Marathon         | NC             | NC    | NC           | NC           | 2 h 41 min 52 s | 64e     |
| Beate Schrott  | 100 mètres haies | 13 s 47        | 8e    | Éliminé      | Éliminé      | Éliminé         | Éliminé |

## Aviron
Légende: FA = finale A (médaille) ; FB = finale B (pas de médaille) ; FC = finale C (pas de médaille) ; FD = finale D (pas de médaille) ; FE = finale E (pas de médaille) ; FF = finale F (pas de médaille) ; SA/B = demi-finales A/B ; SC/D = demi-finales C/D ; SE/F = demi-finales E/F ; QF = quarts de finale; R= repêchage
| Athlète                     | Compétition                 | Séries        | Séries | Repêchage     | Repêchage | Quarts de finale | Quarts de finale | Demi-finales  | Demi-finales | Finale        | Finale |
| Athlète                     | Compétition                 | Temps         | Rang   | Temps         | Rang      | Temps            | Rang             | Temps         | Rang         | Temps         | Rang   |
| --------------------------- | --------------------------- | ------------- | ------ | ------------- | --------- | ---------------- | ---------------- | ------------- | ------------ | ------------- | ------ |
| Bernhard Sieber Paul Sieber | Deux de couple poids légers | 6 min 43 s 37 | 4 R    | 7 min 06 s 41 | 2 SA/B    | NC               | NC               | 6 min 53 s 62 | 6 FB         | 6 min 42 s 19 | 12     |
| Magdalena Lobnig            | Skiff                       | 8 min 26 s 83 | 1 QF   | exempte       | exempte   | 7 min 35 s 37    | 3 SA/B           | 7 min 45 s 48 | 3 FA         | 7 min 34 s 86 | 6      |

## Badminton
| Athlète            | Compétition   | Phase de groupes                 | Phase de groupes              | Phase de groupes              | Phase de groupes | 1/8e de finale   | Quarts de finale | Demi-finales     | Finale           | Finale   |
| Athlète            | Compétition   | Adversaire Score                 | Adversaire Score              | Adversaire Score              | Rang             | Adversaire Score | Adversaire Score | Adversaire Score | Adversaire Score | Rang     |
| ------------------ | ------------- | -------------------------------- | ----------------------------- | ----------------------------- | ---------------- | ---------------- | ---------------- | ---------------- | ---------------- | -------- |
| David Obernosterer | Simple hommes | battu par Lin 5-21, 11-21        | battu par Malkov 11-21, 10-21 | battu par Nguyễn 18-21, 14-21 | 4e Gr. E         | Éliminé          | Éliminé          | Éliminé          | Éliminé          | Éliminé  |
| Elisabeth Baldauf  | Simple dames  | battue par Perminova 17-21, 8-21 | battue par Tai 11-21, 9-21    | exempt                        | 3e Gr. N         | Éliminée         | Éliminée         | Éliminée         | Éliminée         | Éliminée |

## Canoë-kayak

### Slalom
|                | Compétition | Éliminatoires | Éliminatoires | Éliminatoires | Éliminatoires | Éliminatoires | Éliminatoires | Demi-finales | Demi-finales | Finale       | Finale       |
| Course 1       | Compétition | Rang          | Course 2      | Rang          | Total         | Rang          | Résultat      | Rang         | Résultat     | Rang         |              |
| -------------- | ----------- | ------------- | ------------- | ------------- | ------------- | ------------- | ------------- | ------------ | ------------ | ------------ | ------------ |
| Mario Leitner  | K1 hommes   | 93 s 29       | 12            | 93 s 89       | 13            | 93 s 29       | 15 Q          | 100 s 25     | 13           | Pas qualifié | Pas qualifié |
| Corinna Kuhnle | K1 femmes   | 109 s 63      | 9             | 107 s 02      | 10            | 107 s 02      | 12 Q          | 101 s 54     | 1 Q          | 104 s 75     | 5            |

## Cyclisme

### Cyclisme sur route
| Athlète        | Compétition             | Temps              | Rang |
| -------------- | ----------------------- | ------------------ | ---- |
| Georg Preidler | Course en ligne hommes  | 6 h 29 min 42 s    | 44e  |
| Georg Preidler | Contre-la-montre hommes | 1 h 16 min 02 s 36 | 16e  |
| Stefan Denifl  | Course en ligne hommes  | non terminé        | NC   |
| Martina Ritter | Course en ligne femmes  | 4 h 02 min 07 s    | 46e  |

### VTT
| Athlète            | Compétition              | Temps | Rang |
| ------------------ | ------------------------ | ----- | ---- |
| Alexander Gehbauer | Cross-country VTT hommes | DNF   | DNF  |

## Escrime
| Athlète    | Compétition        | 1/32 de finale        | 1/16 de finale   | 1/8 de finale    | Quarts de finale | Demi-finales     | Finale           | Finale |
| Athlète    | Compétition        | Adversaire Score      | Adversaire Score | Adversaire Score | Adversaire Score | Adversaire Score | Adversaire Score | Rang   |
| ---------- | ------------------ | --------------------- | ---------------- | ---------------- | ---------------- | ---------------- | ---------------- | ------ |
| René Pranz | Fleuret individuel | Guilherme Toldo 14–15 | Éliminé          | Éliminé          | Éliminé          | Éliminé          | Éliminé          | 33e    |

## Natation
| Athlète           | Épreuve       | Séries        | Séries | Demi-finales | Demi-finales | Finale   | Finale   |
| Athlète           | Épreuve       | Temps         | Rang   | Temps        | Rang         | Temps    | Rang     |
| ----------------- | ------------- | ------------- | ------ | ------------ | ------------ | -------- | -------- |
| Jördis Steinegger | 400 m 4 nages | 4 min 47 s 84 | 29e    | NC           | NC           | Éliminée | Éliminée |

| Athlète      | Épreuve     | Séries        | Séries | Demi-finales | Demi-finales | Finale   | Finale   |
| Athlète      | Épreuve     | Temps         | Rang   | Temps        | Rang         | Temps    | Rang     |
| ------------ | ----------- | ------------- | ------ | ------------ | ------------ | -------- | -------- |
| David Brandl | 400 m libre | 3 min 54 s 59 | 40e    | NC           | NC           | Éliminée | Éliminée |
| Felix Auböck | 400 m libre | 3 min 49 s 35 | 25e    | NC           | NC           | Éliminée | Éliminée |

## Tir à l'arc
| Athlète           | Compétition | Tour préliminaire | Tour préliminaire | 1er tour                                | 2e tour          | 3e tour          | Quarts de finale | Demi-finales     | Match pour la médaille de bronze | Match pour la médaille de bronze | Finale           | Finale |
| Athlète           | Compétition | Score             | Rang              | Adversaire Score                        | Adversaire Score | Adversaire Score | Adversaire Score | Adversaire Score | Adversaire Score                 | Rang                             | Adversaire Score | Rang   |
| ----------------- | ----------- | ----------------- | ----------------- | --------------------------------------- | ---------------- | ---------------- | ---------------- | ---------------- | -------------------------------- | -------------------------------- | ---------------- | ------ |
| Laurence Baldauff | Individuel  | 619               | 41e               | Battue par Bombayla Devi Laishram 2 - 6 | non qualifiée    | non qualifiée    | non qualifiée    | non qualifiée    | non qualifiée                    | non qualifiée                    | non qualifiée    | 33e    |